# Theresia Benedicte von Bayern

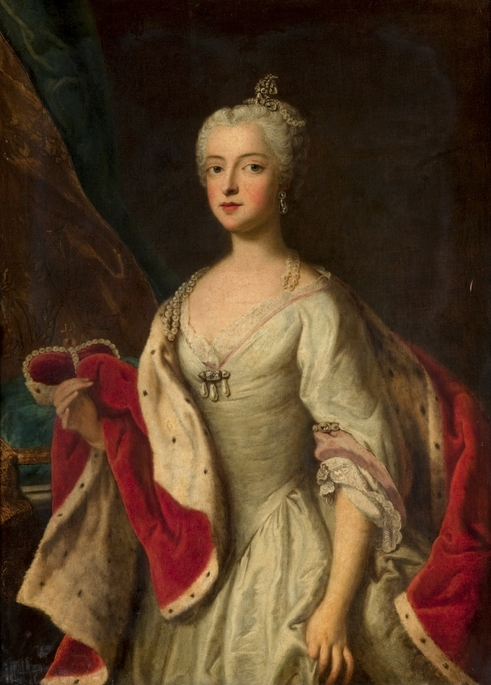
Theresia Benedicte von Bayern; gemalt von George Desmarées um 1743

Theresia Benedicte Maria von Bayern (* 6. Dezember 1725 in München; † 29. März 1743 in Frankfurt am Main) war eine Prinzessin aus dem Haus Wittelsbach.

## Leben
Theresia Benedicte war die Tochter des bayerischen Kurfürsten Karl Albrecht, des späteren römisch-deutschen Kaisers Karl VII., aus dessen Ehe mit der österreichischen Erzherzogin Maria Amalie.
Ihre mütterlichen Großeltern waren Joseph I. und Wilhelmine Amalie von Braunschweig-Lüneburg. Väterliche Großeltern waren Maximilian II. Emanuel, Kurfürst von Bayern und Therese Kunigunde von Polen, die Tochter des Königs von Polen-Litauen, Johann III. Sobieski. Theresas Mutter, Erzherzogin Maria Amalia, war auch eine Cousine ersten Grades von Kaiserin Maria Theresia. Ihre Mutter gebar sieben Kinder, nur vier von ihnen lebten bis zum Erwachsenenalter. Theresia Benedictes Geschwister waren Maximilian III. Joseph, Kurfürst von Bayern, Maria Antonia, Kurfürstin von Sachsen und Maria Anna, Markgräfin von Baden-Baden.
Sie starb am 29. März 1743 in Frankfurt am Main, im Alter von nur 17 Jahren, an den „Kindsblattern“, womit entweder Windpocken oder Pocken im jugendlichen Alter gemeint sind. Die Beisetzung erfolgte in der Karmeliterkirche Heidelberg, nach Aufhebung des Klosters überführte man den Sarg 1805 in die St.-Michaels-Kirche zu München.
Ihre 19-jährige Cousine Theresia Emanuela von Bayern starb zwei Tage zuvor, ebenfalls in Frankfurt, an der gleichen Krankheit. Auch sie wurde in der Heidelberger Karmeliterkirche bestattet.
Kaiser Karl VII. betrauerte beide in einem Brief vom 29. März 1743, an seinen Bruder, Bischof Johann Theodor von Bayern.

## Titel und Stile
- 6. Dezember 1725 – 29. März 1743: Ihre Durchlaucht Theresa Benedicta, Prinzessin von Bayern

## Ahnentafel
| Ahnentafel von Theresia Benedicte von Bayern | Ahnentafel von Theresia Benedicte von Bayern                                                           | Ahnentafel von Theresia Benedicte von Bayern                                                          | Ahnentafel von Theresia Benedicte von Bayern                                                                     | Ahnentafel von Theresia Benedicte von Bayern                                                                     | Ahnentafel von Theresia Benedicte von Bayern                                                | Ahnentafel von Theresia Benedicte von Bayern                                                                | Ahnentafel von Theresia Benedicte von Bayern                                                                      | Ahnentafel von Theresia Benedicte von Bayern                                                                      |
| -------------------------------------------- | --- | --- | --- | --- | ------------------------------------------------------------------------------------------- | --- | --- | --- |
| Ururgroßeltern                               | Kurfürst Maximilian I. von Bayern (1573–1651) ⚭ 1635 Erzherzogin Maria Anna von Österreich (1610–1665) | Herzog Viktor Amadeus I. von Savoyen (1587–1637) ⚭ 1619 Christina von Frankreich (1606–1663)          | Jakub Sobieski (1590–1646) ⚭ 1627 Zofia Teofillia Daniłowicz (1607–1661)                                         | Henri de la Grange d’Arquien (1613–1707) ⚭ Françoise de la Châtre                                                | Kaiser Ferdinand III. (1608–1657) ⚭ 1631 Maria Anna von Spanien (1606–1646)                 | Kurfürst Philipp Wilhelm von der Pfalz (1615–1690) ⚭ 1653 Elisabeth Amalie von Hessen-Darmstadt (1635–1709) | Georg Fürst von Calenberg (1582–1641) ⚭1617 Anna Eleonore von Hessen-Darmstadt (1601–1659)                        | Eduard von der Pfalz (1625–1663) ⚭ 1645 Anna Gonzaga (1616–1684)                                                  |
| Urgroßeltern                                 | Kurfürst Ferdinand Maria von Bayern (1636–1679) ⚭ 1652 Henriette Adelheid von Savoyen (1636–1676)      | Kurfürst Ferdinand Maria von Bayern (1636–1679) ⚭ 1652 Henriette Adelheid von Savoyen (1636–1676)     | König Johann III. Sobieski von Polen (1629–1696) ⚭ 1665 Marie Casimire Louise de la Grange d’Arquien (1641–1716) | König Johann III. Sobieski von Polen (1629–1696) ⚭ 1665 Marie Casimire Louise de la Grange d’Arquien (1641–1716) | Kaiser Leopold I. (1640–1705) ⚭ 1676 Eleonore Magdalene von Pfalz-Neuburg (1655–1720)       | Kaiser Leopold I. (1640–1705) ⚭ 1676 Eleonore Magdalene von Pfalz-Neuburg (1655–1720)                       | Johann Friedrich Herzog von Braunschweig-Lüneburg (1625–1679) ⚭1668 Benedicta Henriette von der Pfalz (1652–1730) | Johann Friedrich Herzog von Braunschweig-Lüneburg (1625–1679) ⚭1668 Benedicta Henriette von der Pfalz (1652–1730) |
| Großeltern                                   | Kurfürst Maximilian II. Emanuel von Bayern (1662–1726) ⚭ 1695 Therese Kunigunde von Polen (1676–1730)  | Kurfürst Maximilian II. Emanuel von Bayern (1662–1726) ⚭ 1695 Therese Kunigunde von Polen (1676–1730) | Kurfürst Maximilian II. Emanuel von Bayern (1662–1726) ⚭ 1695 Therese Kunigunde von Polen (1676–1730)            | Kurfürst Maximilian II. Emanuel von Bayern (1662–1726) ⚭ 1695 Therese Kunigunde von Polen (1676–1730)            | Kaiser Joseph I. (1678–1711) ⚭ 1699 Wilhelmine Amalie von Braunschweig-Lüneburg (1673–1742) | Kaiser Joseph I. (1678–1711) ⚭ 1699 Wilhelmine Amalie von Braunschweig-Lüneburg (1673–1742)                 | Kaiser Joseph I. (1678–1711) ⚭ 1699 Wilhelmine Amalie von Braunschweig-Lüneburg (1673–1742)                       | Kaiser Joseph I. (1678–1711) ⚭ 1699 Wilhelmine Amalie von Braunschweig-Lüneburg (1673–1742)                       |
| Eltern                                       | Kaiser Karl VII. (1697–1745) ⚭ 1722 Maria Amalia von Österreich (1701–1756)                            | Kaiser Karl VII. (1697–1745) ⚭ 1722 Maria Amalia von Österreich (1701–1756)                           | Kaiser Karl VII. (1697–1745) ⚭ 1722 Maria Amalia von Österreich (1701–1756)                                      | Kaiser Karl VII. (1697–1745) ⚭ 1722 Maria Amalia von Österreich (1701–1756)                                      | Kaiser Karl VII. (1697–1745) ⚭ 1722 Maria Amalia von Österreich (1701–1756)                 | Kaiser Karl VII. (1697–1745) ⚭ 1722 Maria Amalia von Österreich (1701–1756)                                 | Kaiser Karl VII. (1697–1745) ⚭ 1722 Maria Amalia von Österreich (1701–1756)                                       | Kaiser Karl VII. (1697–1745) ⚭ 1722 Maria Amalia von Österreich (1701–1756)                                       |
| Theresia Benedicte von Bayern                | | | | |                                                                                             | | | |